# Ennetières-en-Weppes
Ennetières-en-Weppes is een gemeente in het Franse Noorderdepartement (Frans: département du Nord) (regio Hauts-de-France). De plaats maakt deel uit van het arrondissement Rijsel. Het laatste deel van de gemeentenaam verwijst naar de streek Weppes. Ennetières-en-Weppes telde op 1 januari 2022 1.288 inwoners.

## Geografie
De oppervlakte van Ennetières-en-Weppes bedroeg op 1 januari 2022 10,44 vierkante kilometer; de bevolkingsdichtheid was toen 123,4 inwoners per km².

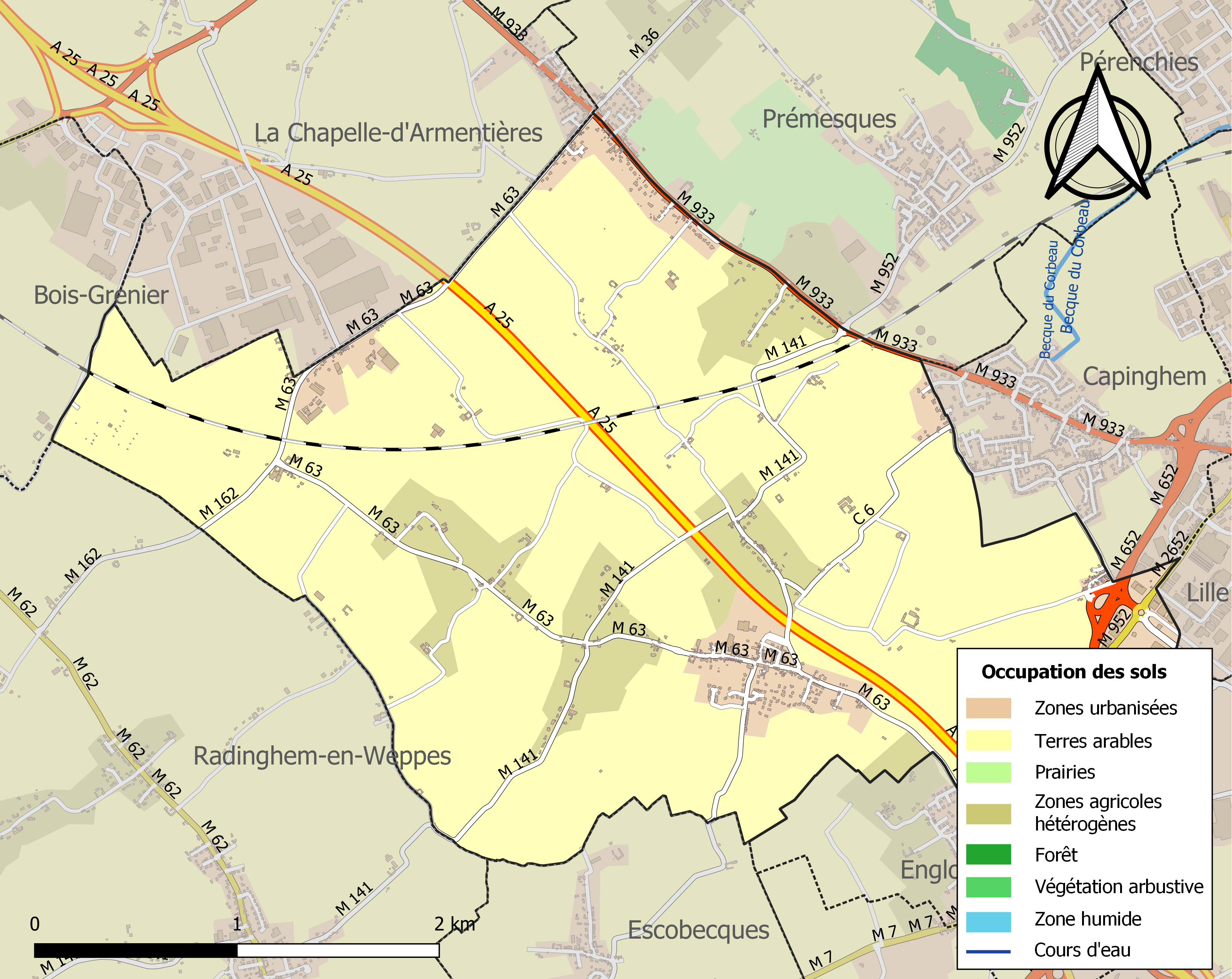
Kaart van de gemeente met belangrijkste infrastructuur, bodemgebruik en omliggende gemeenten

## Bezienswaardigheden
- De Église Saint-Martin

## Demografie
Onderstaande figuur toont het verloop van het inwonertal (bron: INSEE-tellingen).